# Egon Geier
Egon Geier (* 8. Oktober 1904 in Pulkau, Niederösterreich; † 18. Januar 1976 in Klagenfurt) war ein österreichischer Schriftsteller und Lyriker.
Egon Geier, verheiratet mit seiner Frau Anne, war Oberlehrer in Röhrenbach in Nieder-Österreich und seit 1947 Schulrat in Klagenfurt. In Deutschland stand er in Verbindung mit den Schriftstellern Friedrich Griese und Ludwig Bäte.
Geier richtete 1932 in Österreich eine Gedenkstätte für Hermann Löns ein. Es handelt sich um einen „Löns-Stein“. Dieser steht nordwestlich von Pulkau im Landschaftsschutzgebiet Oberes Pulkautal, einem Heidegebiet ähnlich der Lüneburger Heide.

## Werke
- Weißt du, was ein Herz ist? Europa Verlag, Wien 1951.
- Fenster im Ich. Heyn, Klagenfurt 1964.
- Herz, komm mit auf Reisen. Heyn, Klagenfurt 1974, ISBN 978-3-85366-143-7.

## Fotografien
- Foto im Bestand des Wien Museums zeigt die fünfköpfige „Geiersippe“ im Jahr 1948
- Ein weiteres Foto im Bestand des Fritz Reuter Literaturarchivs Berlin zeigt Egon und Anne Geier im Jahr 1949.

| Personendaten    | Personendaten                               |
| ---------------- | ------------------------------------------- |
| NAME             | Geier, Egon                                 |
| KURZBESCHREIBUNG | österreichischer Schriftsteller und Lyriker |
| GEBURTSDATUM     | 8. Oktober 1904                             |
| GEBURTSORT       | Pulkau, Niederösterreich                    |
| STERBEDATUM      | 18. Januar 1976                             |
| STERBEORT        | Klagenfurt                                  |